# Aonidiella tsugae
Aonidiella tsugae  (лат.) — вид полужесткокрылых насекомых-кокцид рода Aonidiella из семейства щитовки (Diaspididae).

## Распространение
Восточная Азия: Тайвань (Tung-pu).

## Описание
Мелкие плоские щитовки, форма тела вытянутая (сосковидная); основная окраска темно-коричневая.
Питаются соками таких хвойных растений, как Tsuga chinensis (Сосновые, Pinaceae).
Таксон Aonidiella tsugae включён в состав рода Acutaspis вместе с таксонами A. aurantii, A. comperei, A. araucariae, A. orientalis, A. taxus, A. tectaria, A. tinerfensis, A. eugeniae, A. pini, A. rex, A. yehudithae. Название виду A. tsugae дано по имени кормового растений Тсуга (Tsuga), на котором он был впервые обнаружен.